# 永源寺村
永源寺村（えいげんじむら）は、滋賀県神崎郡にあった村。現在の東近江市の東端、愛知川の上流域にあたる。

## 地理
- 山岳：明神山、日本コバ、竜ヶ岳、藤原岳、御池岳、鈴ヶ岳、釈迦ヶ岳
- 河川：愛知川、和南川、御池川、神崎川
- 峠：石榑峠

## 歴史
- 1943年（昭和18年）4月1日 - 神崎郡山上村・愛知郡東小椋村・高野村が合併して発足。
- 1955年（昭和30年）4月1日 - 蒲生郡市原村と合併して神崎郡永源寺町が発足。同日永源寺村廃止。

## 交通

### 道路
- 八風街道（現・国道421号）

## 名所・旧跡・観光スポット・祭事・催事
- 永源寺